# Секундант
Секундант (лат. secundans) назив је за особу која присуствује неком догађају и може имати улогу посредног учесника или судије.
Традиционално су присуствовали двобојима и обезбеђивали да они протекну у складу са унапред одређеним правилима. Након утврђивања кодекса двобоја, улога секунданата састојала се у уговарању места и времена окршаја, припреми оружја и старању о поштеној борби. Оба учесника двобоја су по правилу имала по једног или два секунданта, али тако да их је идентичан број на обе стране како би услови били равноправни. Коцком се одређивало чији ће секундант руководити борбом. Ретко се дешавало да секунданти пре борбе преговарају о мирном решавању сукоба и међусобном помирењу.